# Curbă de etalonare

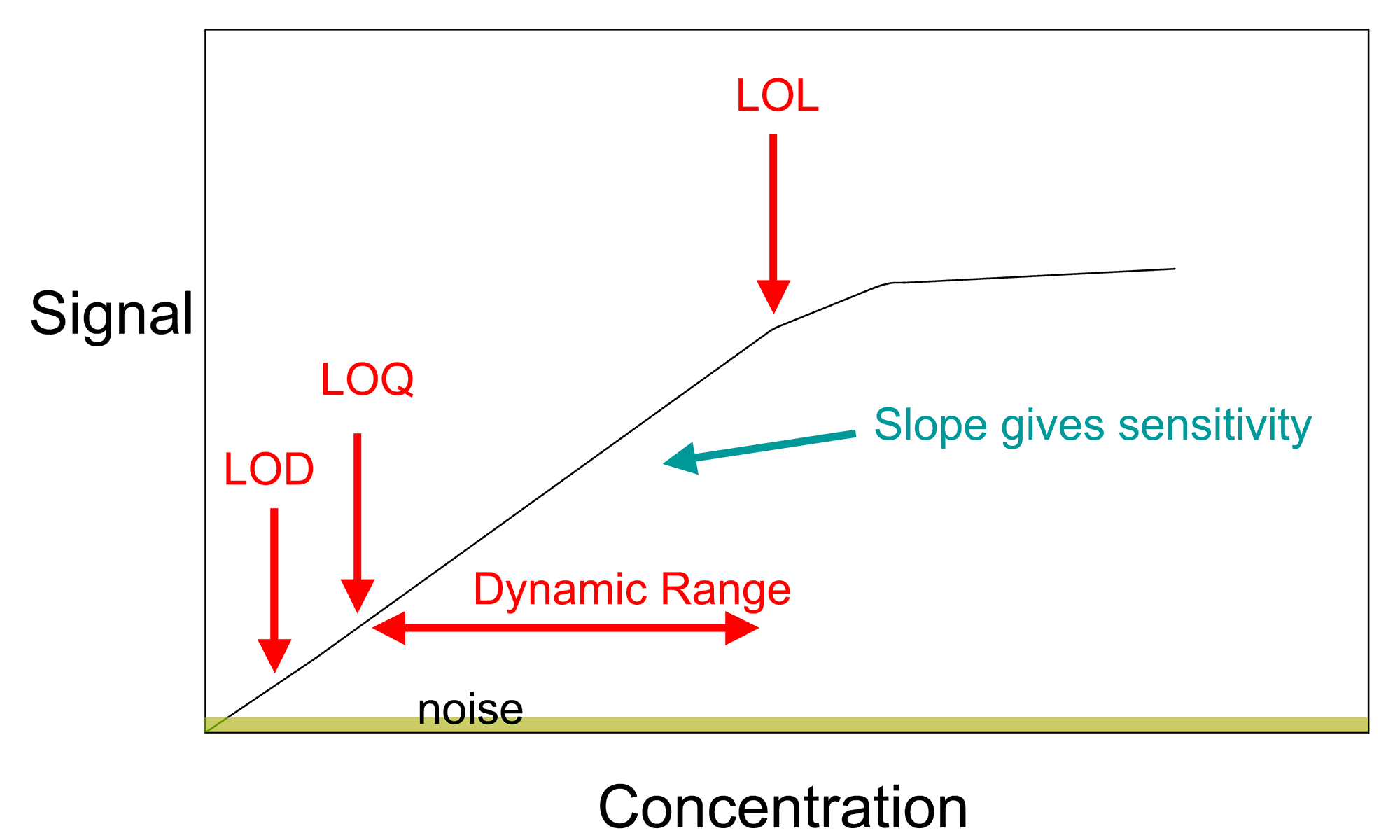
O curbă de etalonare pe care se pot observa limita de detecție (LOD), limita de cuantificare (LOQ) și limita domeniului liniar (LOL).

În metrologie, o curbă de etalonare sau de calibrare este o expresie a relației dintre indicație (valoarea indicată de un instrument de măsură) și valoarea corespunzătoare a mărimii măsurate. Relația exprimată de curba de etalonare este biunivocă: fiecărei valori indicate îi corespunde o singură valoare a mărimii măsurate. Curba de etalonare nu produce însă un rezultat de măsurare pentru că nu furnizează și informații despre incertitudinea de măsurare.

## Exemplu
Un exemplu de curbă de etalonare este relația dintre rezistența electrică a unui termistor și temperatura acestuia. Această dependență poate fi aplicată pentru a folosi termistorul ca senzor de temperatură. Una din formulele posibile, valabile pentru un anumit interval de temperaturi, este ecuația Steinhart-Hart:
{\displaystyle {\frac {1}{T}}=a+b\,\ln(R)+c\,\ln ^{3}(R)}
unde a, b și c sînt parametri care diferă de la un termistor la altul. Indicația este reprezentată de rezistența electrică R, afișată de exemplu de un ohmmetru, iar mărimea măsurată este T, temperatura.
Împreună cu datele despre incertitudinea de măsurare, termistorul și curba sa de etalonare pot fi folosite pentru măsurări de temperatură pornind de la măsurarea rezistenței electrice.